# Zrezek
Zrezek je tanek kos, rezina mesa, vedno brez kosti, iz svinjine, teletine, govedine, žrebičkovega mesa, piščančjega, puranjega ali drugega primernega mesa. Praviloma se zrezke reže iz stegna, lahko pa tudi iz hrbtnega dela. Običajno se jih na začetku priprave potolče, da se zmehčajo in stanjšajo. Zrezke se pripravlja se na več načinov, na primer kot naravni, dunajski, pariški zrezek, cordon bleu oziroma ljubljanski zrezek, ….